# Farrodes reevesi
Farrodes reevesi är en dagsländeart som beskrevs av Lowell Fitz Randolph och Mccafferty 2001. Farrodes reevesi ingår i släktet Farrodes och familjen starrdagsländor. Inga underarter finns listade i Catalogue of Life.